# Marskmott
Marskmott (Ancylosis oblitella) är en fjärilsart som först beskrevs av Philipp Christoph Zeller 1839.  Marskmott ingår i släktet Ancylosis, och familjen mott. Arten förekommer tillfälligt i Sverige, men reproducerar sig inte.